# Nor Varagavank
Nor Varagavank (en arménien Նոր Վարագավանք, « Nouveau Varagavank » ou « nouveau monastère de Varag ») est un monastère arménien situé près de la communauté rurale de Varagavan dans le marz de Tavush, en Arménie du nord-est. Il est fondé en 1193 par un descendant des rois du Lorri et est complété sous son fils, de 1224 à 1240. Le monastère est abandonné depuis l'époque soviétique.
Nor Varagavank se compose de deux groupes contigus : au sud, le groupe plus ancien de l'ermitage, avec l'église Sourp Nchan (« Saint-Signe »), deux chapelles et un gavit, et au nord le groupe plus récent, avec l'église Sourp Astvatsatsin (« Sainte-Mère-de-Dieu ») et un second gavit. Il compte plusieurs khatchkars.

## Situation géographique
Pour des articles plus généraux, voir Tavush et Artsakh.
Nor Varagavank se dresse sur un plateau boisé non loin de la rivière Hakhoum, sur le flanc sud-est du Kaznuttumb (1 491 m. Le monastère est situé à 3 km au sud-est de la communauté rurale de Varagavan et à 46 km au nord-est d'Idjevan dans le marz de Tavush, au nord-est du haut-plateau arménien et sur la bordure extérieure du Petit Caucase.
Historiquement, Nor Varagavank est situé dans le canton de Kustik de la province d'Artsakh, une des quinze provinces de l'Arménie historique selon le géographe arménien du VIIe siècle Anania de Shirak.

## Histoire
Pour des articles plus généraux, voir Royaume de Lorri et Arménie zakaride.
Selon les sources et les inscriptions sur place, l'établissement est fondé en tant qu'ermitage en 1193 par Davit Kiurikian de Nor Berd (un descendant des rois du Lorri). En 1224, la seconde phase de construction débute sur décision de Vasak, fils de ce Davit, et sous la direction de l'évêque Hovhannès de Tu ; en 1231, l'arrivée sur place de Ghukas, supérieur de Varagavank (monastère situé au Vaspourakan), qui vient s'y réfugier avec la Sainte-Croix-de-Varag, donne son nom à l'établissement, qui devient Nor Varagavank, le « Nouveau Varagavank » ou « nouveau monastère de Varag ».
Après cette période, le monastère subit les invasions timourides et celles qui suivent. Il s'en remet graduellement au XVIe siècle sous les Séfévides avant de devenir un centre de la rébellion anti-iranienne vers 1795, notamment sous son supérieur Grigor Manucharian. Sous l'Empire russe, il redevient un centre culturel et religieux important, mais est abandonné à l'époque soviétique. 

## Bâtiments
Pour un article plus général, voir Architecture arménienne.
Le monastère est composé de deux groupes contigus : le groupe de l'ermitage (une église, deux chapelles et un gavit) et un groupe plus récent (l'église principale et un second gavit). Il est doté d'un mur d'enceinte au nord duquel est situé un cimetière.

### Groupe de l'ermitage
La construction de l'église Sourp Nchan (« Saint-Signe ») s'étale de 1193 à 1198, sous le vardapet Mkhitar ; œuvre des architectes Petros, Yovanis et Azaria, il s'agit d'une église mononef à double abside, légèrement asymétrique et dotée autrefois d'une voûte à doubleau. Sa façade orientale est percée de deux fenêtres que surplombe une bande continue au-dessus de laquelle figurent différents éléments sculptés (un grenadier, deux vases, une rosette, deux colombes, un quadrupède et une roue). Sa façade occidentale est percée d'une fenêtre, dont l'arc repose sur deux paires de colonnettes, et d'un portail, qui repose sur des impostes à double boule et abaques ornés d'entrelacs, entouré de deux khatchkars encastrés et de motifs sculptés (deux paons, un aigle attaquant une colombe).

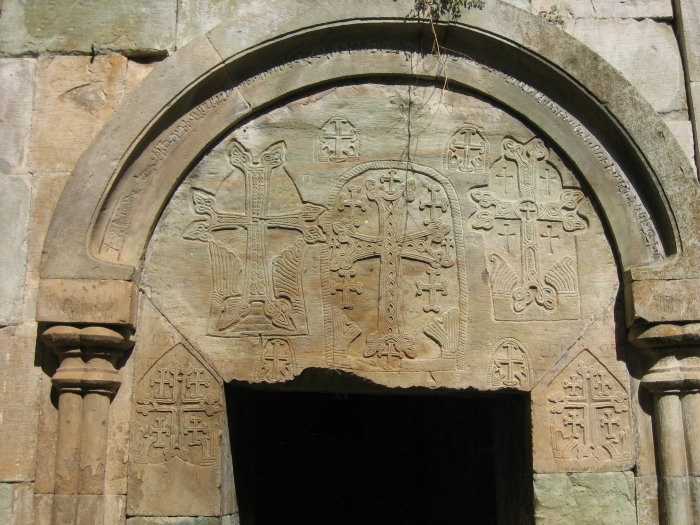
Portail de la chapelle septentrionale.

Deux chapelles mononefs aujourd'hui endommagées sont situées sur les flancs de cette église : la chapelle septentrionale, œuvre des mêmes architectes, sur laquelle on retrouve une inscription de Davit de 1193, et la chapelle méridionale, probablement de la même période.
Cet ensemble est connecté à l'ouest à un gavit (en ruines), construit vraisemblablement après 1237 vu qu'il est adossé à l'église principale (cf. infra) ; il en subsiste le portail occidental, au tympan décoré d'une marqueterie de pierres pentagonales roses et bleues, inscrit dans un cadre à arc en acolade inscrit à son tour dans un cadre rectangulaire.

### Groupe deSourp Astvatsatsin
L'église Sourp Astvatsatsin (« Sainte-Mère-de-Dieu »), construite de 1224 à 1237 et consacrée en 1240, est l'œuvre de l'architecte Kazan d'Ani. Cette église de 10,25 x 15,40 m est une croix inscrite cloisonnée fermée à quatre chapelles angulaires à deux étages — destinées à l'accomplissement de services à la mémoire de donateurs — et surmontée d'un tambour à coiffe conique. Les façades septentrionale et orientale sont creusées de paires de niches, la seconde façade étant en outre ornée d'un double boudin partant du sol, entourant la fenêtre géminée et se terminant en croix. Les façades méridionale et occidentale sont percées chacune d'un portail : le portail méridional, qui donne sur le groupe de Sourp Nchan, et le portail occidental, qui débouche sur le second gavit. Si le premier est sobre, le second est richement décoré : on trouve entre son cadre cintré, encadrant un tympan en marbre avec inscription, et son chambranle rectangulaire une marqueterie de pierres marron rouge et vert clair, aux formes hexagonales, rhombiques et étoilées, et sculptées (ange, crucifixion, divers animaux, chimère, sphynx, etc.). Les fenêtres de l'église sont à chambranles rectangulaires et extensions trilobées. L'intérieur de l'église a quant à lui été orné de fresques en 1240.
Le portail occidental de l'église donne sur un grand gavit (14 x 14 m) à paires d'arcs brisés, construit après Sourp Astvatsatsin et avant 1261 ; il est aujourd'hui en ruines.

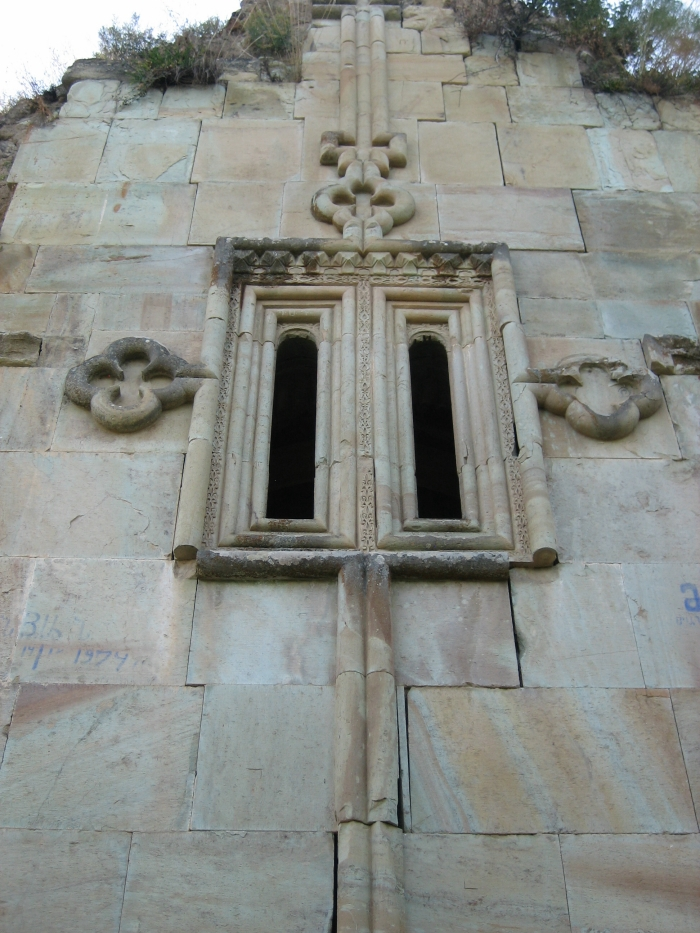
Façade orientale de Sourp Astvatsatsin.
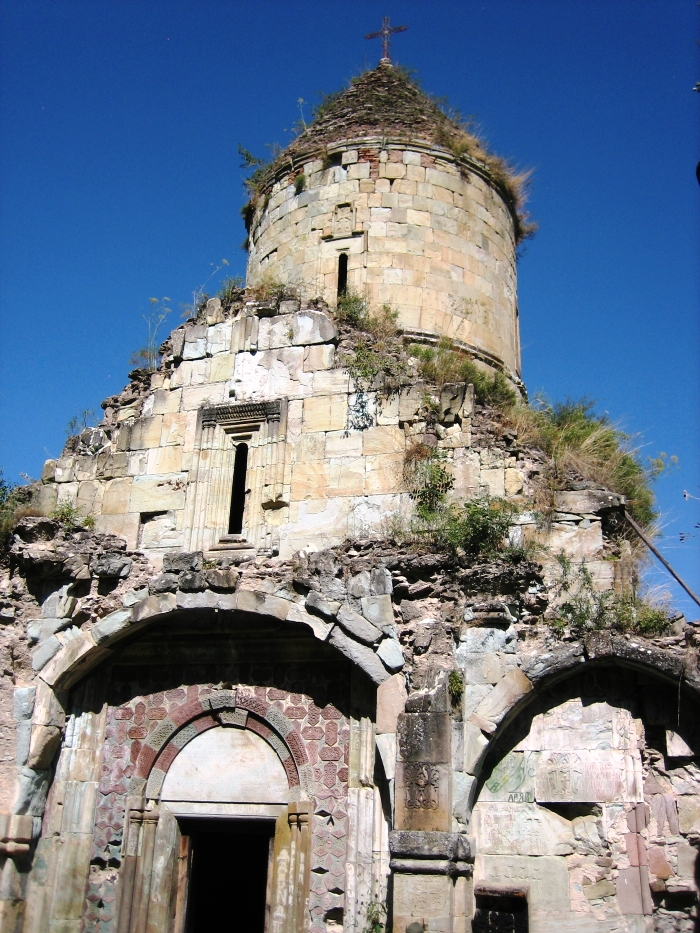
Façade occidentale de Sourp Astvatsatsin, avec son portail.